# Euricania ocellus
Euricania ocellus är en insektsart som först beskrevs av Walker 1851.  Euricania ocellus ingår i släktet Euricania och familjen Ricaniidae. Inga underarter finns listade i Catalogue of Life.